# Wola Pławska
Wola Pławska (niem. Weizenbach) – wieś w Polsce położona w województwie podkarpackim, w powiecie mieleckim, w gminie Borowa.
| SIMC    | Nazwa  | Rodzaj    |
| ------- | ------ | --------- |
| 0646067 | Majdan | część wsi |

W latach 1975–1998 miejscowość administracyjnie należała do województwa rzeszowskiego.